# Arroyo del Maestrillo
Der Arroyo del Maestrillo ist ein Fluss in Uruguay.
Er entspringt auf dem Gebiet des Departamento Tacuarembó in der Cuchilla Divisoria einige Kilometer westlich von Curtina. Von dort verläuft er in östliche Richtung auf die Stadt zu, bis er rund vier Kilometer westlich dieser bei Mariano Díaz als rechtsseitiger Nebenfluss in den Arroyo Malo mündet. Kurz vor der eigenen Mündung wird er selbst von einem linksseitigen Nebenfluss gespeist.